# Guioa truncata
Guioa truncata är en kinesträdsväxtart som beskrevs av Ludwig Radlkofer. Guioa truncata ingår i släktet Guioa och familjen kinesträdsväxter. Inga underarter finns listade i Catalogue of Life.